# Hồng Vinh
Hồng Vinh, tên thật Nguyễn Duy Lự, còn gọi Nguyễn Hồng Vinh (sinh 25 tháng 6 năm 1945), quê huyện Nam Trực, tỉnh Nam Định, từng là tổng biên tập báo Nhân dân, Ủy viên Trung ương Đảng các khóa VIII và IX, đại biểu Quốc hội Việt Nam khóa X và khóa XI. Ông thuộc đoàn đại biểu Cần Thơ ở khóa X và Cao Bằng ở khóa XI..

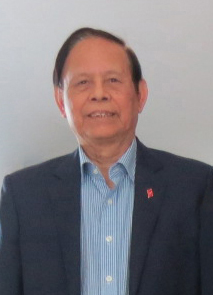
Nguyễn Hồng Vinh

## Sự nghiệp
Sau khi tốt nghiệp Trường Đại học Tổng hợp Hà Nội, Hồng Vinh về làm việc tại báo Nhân dân, khởi đầu bằng công việc của một phóng viên. Ông viết nhiều thể loại báo chí trước khi được giao điều hành Ban Biên tập báo này. Ông được đi bồi dưỡng nâng cao về lý luận chính trị, rồi chuyển tiếp làm nghiên cứu sinh, bảo vệ thành công luận án tiến sĩ báo chí tại Viện Hàn lâm Khoa học xã hội Liên Xô.
Hồng Vinh được bầu vào Ban Chấp hành Trung ương Đảng khóa VIII, làm Tổng Biên tập Báo Nhân dân từ năm 1996 đến 2001, Chủ tịch Hội Nhà báo Việt Nam năm 2000. Ông là người đề xuất và được chấp thuận việc thực hiện lộ trình cải tiến Báo Nhân dân: tăng gấp đôi số trang Nhân dân hàng ngày, đổi mới Nhân dân cuối tuần, xuất bản Nhân dân hàng tháng, ra báo điện tử tiếng Việt rồi tiếng Anh.
Sau khi thôi làm Tổng biên tập báo Nhân dân, Hồng Vinh làm Phó Trưởng ban Thường trực Ban Tuyên giáo Trung ương, Chủ tịch Hội đồng Lý luận, phê bình văn học, nghệ thuật Trung ương. Ông vẫn tiếp tục viết cho chuyên mục cho Vấn đề tháng này của báo Nhân dân.
Hiện nay, ông Hồng Vinh làm Phó Chủ tịch Hội hữu nghị Việt Nga.